# Щит-Немирович, Кшиштоф (ум. 1790)
Кшиштоф Щит (Szczytt)-Немирович (Кшиштоф Щит-Немирович, Кшишиоф Щит) (умер в 1790) — государственный деятель Великого княжества Литовского, камергер королевский (с 1762 года), староста витаголский (с 1775), депутат литовского трибунала (1777—1778), судья асессории литовской (1780—1782).

## Биография
Представитель литовского шляхетского рода Щитов-Немировичей герба «Ястржембец». Сын Яна Кшиштофа Щита-Немировича, пана на Кожан-Городке, и Людвики Пац, дочери каштеляна полоцкого Михаила Казимира Паца. Внук каштеляна смоленского Кшиштофа Бенедикта Щита-Немировича (ум. 1720), племянник каштеляна мстиславского Юзефа Щита-Немировича (ум. 1745) и брат каштеляна брест-литовского Юзефа Щита-Немировича.
Кавалер Ордена Святого Станислава.
Владелец Кожан-Городка, а также сел: Рокитна, Цна, Язвинки, Вязынь, Дворец, Бороница (Бродница), Воле, Дреска-Долина, Велута. В Кожан-Городке в середине XVIII века Щиты-Немировичи возвели дворец в стиле барокко, который сгорел во время пожара в середине XIX века, а также три храма в своих поместьях (основаны Яном и Людвикой Немировичами-Щитами): Пятницкая церковь в Бостыне (1750), Святой Троицы в Вичине (1756) и Язвинках (1759). Унаследовал от своей матери Людвики Пац село Жемыславль.

## Семья
1 марта 1767 года Юзеф Щит-Немирович женился на графине Юзефе Бутлер, дочери старосты витаголского Юзефа Бутлера (ум. 1749) и Терезы урождённой Урбанской (позже жены Юзефа Бенедикта Фредро, а после его кончины барона Юзефа Бобовского). Супруги имели трёх детей:
- Людвика Щит-Немирович, 1-й муж — Людвик Оскерко, 2-й муж — Филипп Нереуш Олизар
- Анна Щит-Немирович, жена Михаила Деспота-Зеновича
- Юзеф Щит-Немирович, маршалок давидгродский и мозырьский